# 다닐로 스코로파즈키
다닐로 파블로비치 스코로파즈키(우크라이나어: Данило Павлович Скоропадський, 1904년 2월 13일 ~ 1957년 2월 23일)는 우크라이나의 카자크 귀족, 정치인이다. 1918년에 폐위된 우크라이나 헤트만 파울로 스코로파즈키의 아들로, 1948년에서 1957년 사이 우크라이나 군주제 복벽운동을 주도했다.
부친이 쿠데타를 일으켜 군주가 되었을 당시 다닐로는 키예프 제1김나지움에서 수학 중이었다. 1919년 총재정부의 혁명으로 스코로파즈키가 일족은 우크라이나서 축출되었다. 다닐로는 스위스에서 공부하다가 독일로 옮겼고 1939년 잉글랜드로 건너갔다. 1932년부터 다닐로는 부친의 복벽 운동을 지지하고 도왔다. 1948년 부친 파블로가 죽자 다닐로가 우크라이나 군주주의자들의 새로운 지도자이자 왕위 요구자가 되었다.
다닐로는 올레샤 투하이베이(Olesya Tukhai-Bei)와의 사이에 아들 보리스(Borys) 1남을 두었다. 그 뒤 다닐로는 올레샤를 버렸고, 1957년 2월 13일 할리나 멜니크칼루진스카(Halyna Melnyk-Kaluzhynska)와 재혼을 약혼했다. 하지만 불과 열흘 뒤인 1957년 2월 23일, 다닐로는 런던에서 독살되었다. 범인은 KGB 공작원들로 추측된다. 다닐로가 죽고 40일 뒤 올레샤는 다닐로의 외아들 보리스를 데리고 캐나다로 도망갔다.

## 참고 자료
1. ↑  Наречена Гетьманича
2. ↑  “Наречена гетьманича Скоропадського”. 2011년 7월 25일에 원본 문서에서 보존된 문서. 2018년 9월 18일에 확인함.

- Тамара Ралдугіна Штрихи до портрета спадкоємця останнього гетьмана України Данила Скоропадського (1904—1957 рр.) (Tamara Ralduhina. The portrait of heir of the last Hetman of Ukraine Danylo Skoropadskyi) — Ukrainian historic journal. 2004. № 6 ISSN 0130-5247